# Sporting Club Frosinone 1966-1967
Questa pagina raccoglie le informazioni riguardanti lo Sporting Club Frosinone nelle competizioni ufficiali della stagione 1966-1967.

## Rosa
| N. |                   | Ruolo | Calciatore       |
| -- | ----------------- | ----- | ---------------- |
|    | Italia (bandiera) | C     | Filippo Amici    |
|    | Italia (bandiera) | D     | Paolo Angeletti  |
|    | Italia (bandiera) |       | Baroncini        |
|    | Italia (bandiera) | A     | Francesco Caputi |
|    | Italia (bandiera) | C     | Rolando Chiarini |
|    | Italia (bandiera) | A     | Ennio Ciccolo    |
|    | Italia (bandiera) | A     | Lamberto Ciroi   |
|    | Italia (bandiera) | C     | Livio Da Col     |
|    | Italia (bandiera) | D     | Pietro Del Sette |
|    | Italia (bandiera) | C     | Egidio Fumagalli |

| N. |                   | Ruolo | Calciatore        |
| -- | ----------------- | ----- | ----------------- |
|    | Italia (bandiera) | A     | Enzo Luffarelli   |
|    | Italia (bandiera) | C     | Roberto Moroni    |
|    | Italia (bandiera) |       | Pietrantoni       |
|    | Italia (bandiera) |       | Raimondi          |
|    | Italia (bandiera) | C     | Francesco Rosati  |
|    | Italia (bandiera) | A     | Alberto Scali     |
|    | Italia (bandiera) | P     | Raffaele Trentini |
|    | Italia (bandiera) | P     | Giacomo Vasoli    |
|    | Italia (bandiera) | C     | Leardo Viacava    |